# RagaMuffin

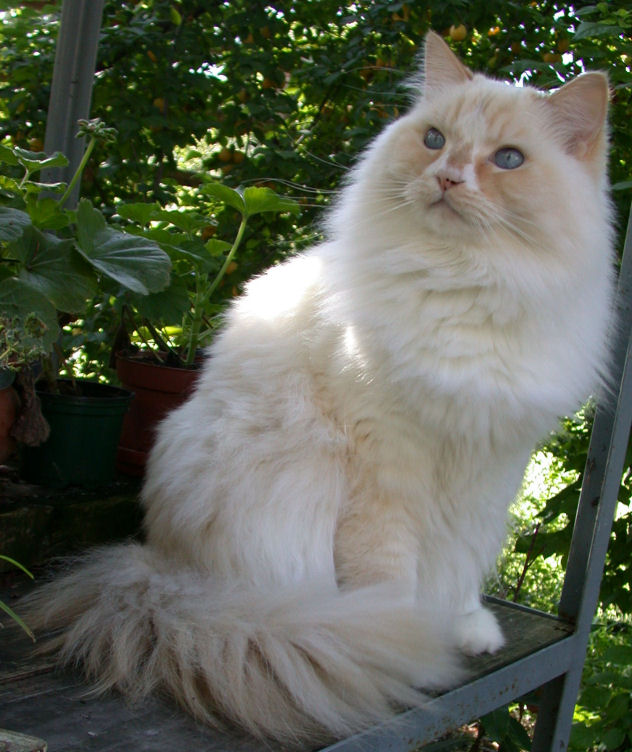
Ragamuffin

RagaMuffins, große Katzen mit halblangem Fell, haben denselben Ursprung wie die Ragdoll, deshalb besteht eine Ähnlichkeit beider Rassen.

## Farben
Die Katzen werden in allen Farben ohne Beschränkungen gezüchtet: mit und ohne Weißanteil, in point, mink und solid.

## Geschichte
Die Anfänge der RagaMuffin-Zucht reichen bis in die frühen 1960er-Jahre, als Ann Baker in Kalifornien sich besonders intensiv mit der „Entwicklung“ verschiedener neuer Katzenrassen befasste. Diese Katzen waren so lieb und zärtlich, dass sie diese Gruppe als „Cherubim“ (Engel) bezeichnete. So entstanden viele Katzenrassen, von denen sich bis heute die Ragdolls, die Miracle Ragdolls und die Honeybears erhalten haben. In den frühen 1970er-Jahren löste sich eine erste Gruppe von Ann Baker und registrierte ihre Katzen bei den wichtigsten Katzenzuchtvereinen. Sie sind heute als die „modernen Ragdolls“ bekannt.
Eine weitere Gruppe trennte sich 1994 von Ann Baker und den damaligen Vertragsbedingungen entsprechend, gab sie ihren Katzen einen anderen Namen: RagaMuffin. 
Heute sind die RagaMuffins von folgenden Organisationen anerkannt:

- AACE (American Association of Cat Enthusiasts)
- ACFA (American Cat Fanciers Association)
- CFA (The Cat Fanciers’ Association - Provisional Status)
- CFF (Cat Fancier's Federation)
- ICE (International Cats Exhibitors)
- UFO (United Feline Organisation)

In Europa wird die RagaMuffin seit dem Jahr 2002 gezüchtet und ist von nachfolgenden Clubs anerkannt:
- OERCC - (Österreichischer Royal Cat Club) - Oesterreich
- WFU (World Felidae United) - Deutschland
- FAMKAT - Ungarn
- WCF (World Cat Federation)